# Mycetophila hiulca
Mycetophila hiulca är en tvåvingeart som först beskrevs av Laffoon 1957.  Mycetophila hiulca ingår i släktet Mycetophila och familjen svampmyggor.
Artens utbredningsområde är British Columbia. Inga underarter finns listade i Catalogue of Life.